# Tall asz-Szauk
Tall asz-Szauk (arab. ‏تل الشوك‎) – nieistniejąca już arabska wieś, która była położona w Dystrykcie Beisan w Mandacie Palestyny. Wieś została wyludniona i zniszczona podczas wojny domowej w Mandacie Palestyny, po ataku sił żydowskiej Hagany w dniu 12 maja 1948 roku.

## Położenie
Tall asz-Szauk leżała w zachodniej części Doliny Bet Sze’an. Wieś była położona w depresji rzeki Jordan na wysokości -100 metrów p.p.m., w odległości 2 kilometrów na zachód od miasta Beisan. Według danych z 1945 roku do wsi należały ziemie o powierzchni 368,5 ha. We wsi mieszkało wówczas 120 osób.
| własność gruntów | powierzchnia gruntów (hektary) |
| ---------------- | ------------------------------ |
| Arabowie         | 6,5                            |
| Żydzi            | 311,6                          |
| publiczne        | 50,4                           |
| Razem            | 368,5                          |

| Rodzaj użytkowanych gruntów | Arabowie (hektary) | Żydzi (hektary) |
| --------------------------- | ------------------ | --------------- |
| uprawy nawadniane           | 1,4                | 4               |
| uprawy zbóż                 | 3,3                | 305,2           |
| plantacje cytrusów          | -                  | 2,4             |
| nieużytki                   | 52,2               | -               |

## Historia
Wieś powstała na miejscu starożytnej osady, której obecność potwierdziły badania archeologiczne. Na pobliskim stanowisku archeologicznym Tell al-Szejk Humus odkryto starożytne kolumny granitowe. W późniejszych wiekach była to mała osada arabska. W okresie panowania Brytyjczyków Tall asz-Szauk była małą wsią, której mieszkańcy utrzymywali się z upraw zbóż.

Przyjęta 29 listopada 1947 roku Rezolucja Zgromadzenia Ogólnego ONZ nr 181 przyznała te tereny państwu żydowskiemu. Wieś została wyludniona i zniszczona podczas wojny domowej w Mandacie Palestyny, po ataku sił żydowskiej Hagany (Brygada Golani) w dniu 12 maja 1948 roku.

## Miejsce obecnie
Teren wioski Tall asz-Szauk pozostaje opuszczony, natomiast pola uprawne przejęły sąsiednie kibuce Mesillot i Nir Dawid. Palestyński historyk Walid Chalidi, tak opisał pozostałości wioski Tall asz-Szauk: „Brak pozostałych śladów wioski. Teren porastają chwasty i ciernie, oraz ciągnie się kanał nawadniający”.